# Pierre Brassau

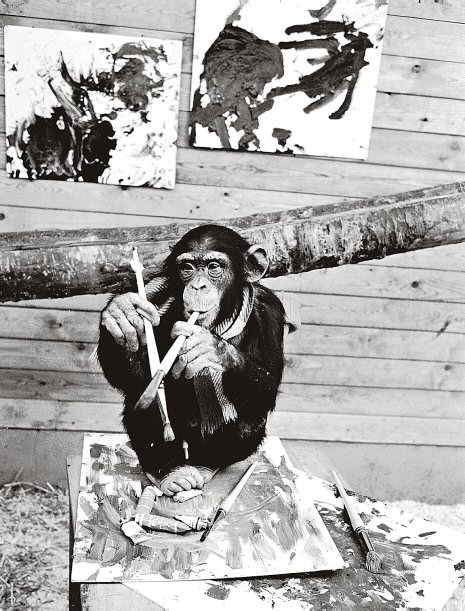
Peter (aka "Pierre Brassau") en 1964. Fotografía realizada por Åke "Dacke" Axelsson.

Pierre Brassau fue un chimpancé y el nombre de un bulo que se creó en el año 1964 perpetrado por Åke «Dacke» Axelsson, un periodista del tabloide sueco Göteborgs-Tidningen. Axelsson tuvo la idea de exhibir una serie de pinturas hechas por un primate (no humano), bajo la presunción de que en realidad eran el trabajo de un artista francés  (humano) hasta ahora desconocido llamado «Pierre Brassau», para probar si los críticos podrían ver la diferencia entre el verdadero arte moderno vanguardista y el trabajo de un chimpancé.
«Pierre Brassau» era en realidad un chimpancé común de cuatro años llamado Peter del zoológico sueco Borås Djurpark. Axelsson había convencido al guarda de Peter para que le diera un pincel y una pintura al chimpancé. Después de que Peter hubiera creado varias pinturas, Axelsson escogió los cuatro mejores y consiguió hacerlos exhibir en el Gallerie Christinae en Goteborg, Suecia. Mientras que algunos críticos estaban lejos de ser positivos, otros elogiaron las obras. Rolf Anderberg, del Göteborgs-Posten, escribió:

Mientras que la mayoría de piezas eran “pesadas”, la obra de Brassau no. Pierre Brassau pinta con trazos potentes bajo una determinación muy clara. Sus pinceladas se tuercen con una meticulosidad furiosa. Pierre es un artista cuyas piezas se llevan a cabo con la delicadeza de una bailarina de ballet…
Rolf Anderberg

Incluso después de que el engaño fuera descubierto, Anderberg seguía insistiendo en que aquellos cuadros eran los mejores de la exposición.  Un coleccionista privado llamado Bertil Eklöt compró uno de los trabajos por 90 dólares estadounidenses (equivalentes a 650 dólares en 2016).
En el año 1969, Peter fue trasladado al Chester Zoo en Inglaterra.